# 멤피스 익스프레스
| 멤피스 익스프레스 |                               |
| 컨퍼런스          | 동부 컨퍼런스                 |
| 설립연도          | 2018년                        |
| 해체연도          | 2019년                        |
| 역사              | 멤피스 익스프레스 (2019년)    |
| 경기장            | 리버티 보울 메모리얼 스타디움 |
| 연고지            | 테네시주 멤피스               |
| 상징색            | 빨강, 파랑, 하양              |
| 단장              | 윌 루이스                     |
| 감독              | 마이크 싱글터리               |
| 리그 우승         |                               |
| 컨퍼런스 우승     |                               |

멤피스 익스프레스(Memphis Express)는 미국 테네시주 멤피스을 연고지로 하는 2019년 AAF 동부 컨퍼런스 소속되었던 미식축구 팀이다. 홈 경기장은 리버티 보올 메모리얼 스타디움이다.